# Child Come Away
"Child Come Away" är Kim Wildes sjätte singel, släppt 1982. Man trodde att detta skulle bli en ny hit med samma mörka syntsound från tidigare singlar som Cambodia och View From a Bridge. Singeln floppade dock i Storbritannien och Australien, men hade viss framgång  i Danmark, Schweiz och Sverige.
"Child Come Away" släpptes som en exklusiv singel som inte fanns med på något studioalbum.

## Listplaceringar
| Länder (1982)  | Topplaceringar |
| -------------- | -------------- |
| Storbritannien | 43             |
| Danmark        | 3              |
| Sverige        | 10             |
| Belgien        | 21             |
| Australien     | 76             |
| Tyskland       | 36             |
| Schweiz        | 6              |
| Norge          | 39             |